# Болас
Болас, бола, болеадорас (исп. bola «шар») — охотничье метательное оружие, состоящее из ремня или связки ремней, к концам которых привязаны обёрнутые кожей круглые камни, костяные грузы, каменные шары и т. п.

## История
Болас европейцы впервые увидели у бразильских индейцев. Он представлял собой оригинальное развитие идеи метательного камня, широко распространившегося по планете около 20 тыс. лет назад. Индейцы использовали болас для охоты на гуанако. Сходное оружие употребляли также чукчи и коряки Северо-Восточной Сибири (для охоты на птиц), а также североамериканские инуиты (эскимосы).
Вероятно, вскоре после того, как людям вообще пришла идея объединения нескольких частей в одно орудие, охотники догадались объединить камень и ремень, чтобы не потерять удобный метательный камень и иметь возможность притягивать его обратно после броска. Затем к первому камню было добавлено ещё несколько — теперь болас не только поражал животное ударом, но и опутывал ему ноги. Так можно было свалить даже лошадь.

## Устройство
Болас представлял собой три или четыре небольших (0,15—0,2 кг) камня, обшитых кожей и связанных между собой кожаными ремнями примерно метровой длины. Связка могла быть последовательной, и в этом случае общая длина устройства достигала 400 см, либо же ремни всех грузов крепились к одному узлу.

Некоторые племена индейцев Южной Америки (патагонцы, абипоны, индейцы пампы) перешли на памяти истории от стрел к боласам, то есть к метательным шарам из 2—3 круглых камней, величиной с апельсин, обтянутых кожей и соединённых ремнем длиной в 1—1,5 метра. Размахивая ремнем, индейцы кидают эти шары в зверя или человека на расстояние до 100 шагов, и попадают весьма метко, причём шары обвиваются вокруг тела и сбивают с ног, нанося вместе с тем и удар. Другое, меньшее оружие — так называемая bola perdita — имеет медные или свинцовые шарики, иногда яйцевидные или с заострёнными концами и бросается на расстояние до 150 шагов.
— Метательные орудия // Энциклопедический словарь Брокгауза и Ефрона : в 86 т. (82 т. и 4 доп.). — СПб., 1890—1907.
Болас мог быть применён только на открытом пространстве. Зато связка камней, имея, в принципе, близкое к кистеню или гасилу устройство, могла быть использована и в ближнем бою. В таком качестве болас использовали жители Соломоновых островов — особыми движениями кисти оружие раскручивалось по сложной траектории вокруг тела («восьмёркой»), а затем совершался внезапный выпад в направлении головы противника. Жители Новой Зеландии, не имеющей в своей фауне больших наземных животных ко времени появления там европейцев, по-прежнему использовали луки и копья, а в качестве военного оружия использовали просто большой камень на верёвке (мэр), которым владели весьма проворно. Возможно, мэр применялся против быстро вымерших моа, которые представляются достаточно крепкими, чтобы избавиться от более мелких охотничьих орудий.